# Angeles City

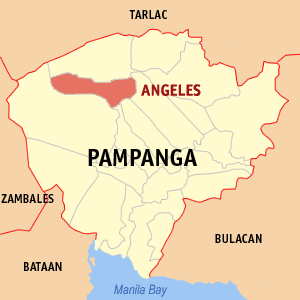
Angeles Citys läge i Pampanga.

Angeles City är med sina 314 493 invånare (2007) den största staden i provinsen Pampanga, Filippinerna. Fram till 1992 låg Clark Air Base, den största amerikanska militäranläggningen utanför USA, här. Det gav upphov till ett omfattande red-light district strax utanför basen, kallad Fields Avenue, som än idag är Filippinernas största sexdistrikt. Numera har flygbasen omvandlats till en ekonomisk frizon.
Angeles City ödelades delvis 1991 då vulkanen Mount Pinatubo fick ett oväntat utbrott.
Staden är indelad i 33 smådistrikt, barangayer, varav samtliga är klassificerade som urbana.

## Kuriosa
- Apl.de.ap, medlem av den amerikanska hiphop-gruppen Black Eyed Peas, föddes i Angeles City.
- Skådespelaren och modellen Vanessa Minnillo föddes i Angeles City
- Tidigare biljardvärldsmästaren Efren Reyes är från Angeles.
- Skådespelaren Cris Judd, mest känd för sitt misslyckade äktenskap med Jennifer Lopez, tillbringade delar av sin barndom på Clark Airbase.